# Curtea de Apel Galați
Curtea de Apel Galați este una din cele 16 curți de apel din România.

## Competența teritorială
- județul Galați
- județul Brăila
- județul Vrancea

## Secții
- Secția I civilă
- Secția a II-a civilă
- Secția contencios administrativ și fiscal
- Secția conflicte de muncă și asigurări sociale
- Secția penală și pentru cauze cu minori

## Istoric
După realizarea Unirii Principatelor Române la 24 ianuarie 1859, Domnitorul Alexandru Ioan Cuza a inițiat și îndeplinit numeroase reforme în domeniile economic, social, politic și judiciar. O primă acțiune care a vizat reorganizarea și modernizarea sistemului judiciar, a constituit-o înființarea la 15 ianuarie 1864, a Curții de Apel Focșani care avea în jurisdicția sa județe din Moldova (Covurlui, Putna, Tecuci) și Muntenia (Brăila, Râmnicu – Sărat), iar după un an de funcționare, în 1865, și-a extins jurisdicția și asupra județelor Tutova și Bacău. Primul președinte al Curții de Apel, înființată la 15 ianuarie 1864 a fost Alexandru Șuțu, numit prin Decret Regal, dar care nu s-a prezentat la post și, drept urmare, a fost numit Constantin Eraclide, iar la desființarea acesteia, la 1 august 1952, președinte era Louis Bogdanovici.
În primele luni ale anului 1886, deci după 22 de ani de activitate, au început demersurile pentru mutarea sediului Curții de Apel de la Focșani la Galați. 
La 1 august 1952 au fost desființate curțile de apel și s-a introdus sistemul judiciar sovietic cu două grade de jurisdicție, tribunalele raionale și tribunalele regionale.